# جیمز تامکینز (بازیکن فوتبال)
جیمز تامکینز (انگلیسی: James Tomkins؛ زادهٔ ۲۹ مارس ۱۹۸۹) یک بازیکن فوتبال اهل بریتانیا است.